# Abatszkojei járás

Az Abatszkojei járás a Tyumenyi területen

Az Abatszkojei járás (oroszul Абатский район) Oroszország egyik járása a Tyumenyi területen. Székhelye Abatszkoje.

## Népesség
- 1989-ben 26 453 lakosa volt.
- 2002-ben 23 566 lakosa volt, melyből 21 746 orosz, 518 kazah, 517 német, 174 ukrán, 116 örmény, 79 csuvas, 76 fehérorosz, 54 tatár stb.
- 2010-ben 19 837 lakosa volt, melyből 18 323 orosz, 410 kazah, 340 német, 102 ukrán, 84 örmény, 72 csuvas, 42 tatár, 30 fehérorosz stb.